# Trofeo Laigueglia 2020
La 57.ª edición de la clásica ciclista Trofeo Laigueglia fue una carrera en Italia que se celebró el 16 de febrero de 2020 sobre un recorrido de 202 kilómetros con inicio y final en la ciudad de Laigueglia.
La carrera formó parte del UCI ProSeries 2020, calendario ciclístico mundial de segunda división, dentro de la categoría UCI 1.Pro y fue ganada por el italiano Giulio Ciccone de la selección nacional de Italia. Completaron el podio, como segundo y tercer clasificado respectivamente, el eritreo Biniam Girmay del NIPPO DELKO One Provence y el italiano Diego Rosa del Arkéa Samsic.

## Equipos participantes
Tomaron parte en la carrera 19 equipos: 1 de categoría UCI WorldTeam, 6 de categoría UCI ProTeam, 11 de categoría Continental y la selección nacional de Italia. Formaron así un pelotón de 127 ciclistas de los que acabaron 56. Los equipos participantes fueron:
| WorldTeam- AG2R La Mondiale ProTeams (6)- Gazprom-RusVelo - Nippo Delko One Provence - Vini Zabù-KTM - Bardiani CSF Faizanè - Arkéa-Samsic - Androni Giocattoli-Sidermec Equipos continentales (11)- NTT Continental Cycling Team - General Store Essegibi F.lli Curia - D'Amico UM Tools - Biesse Arvedi - Team Colpack-Ballan - Sangemini-Trevigiani-MG.Kvis - Beltrami TSA-Marchiol - Work Service Dynatek Vega - Work Service-Dynatek-Vega - Giotti Victoria-Palomar - Amore & Vita-Prodir Equipo nacional- Italia |
| |

## Clasificación final
- Las clasificaciones finalizaron de la siguiente forma:[4]

| \| Clasificación general \| Clasificación general \| Clasificación general \| Clasificación general \| Clasificación general \| \| Ciclista \| Ciclista \| Equipo \| Tiempo \| \| \| --------------------- \| --------------------- \| --------------------------- \| --------------------- \| --------------------- \| \| 1.º \| Giulio Ciccone \| Italia \| 5 h 10 min 27 s \| \| \| 2.º \| Biniam Girmay \| Nippo-Delko One Provence \| + 32 s \| \| \| 3.º \| Diego Rosa \| Arkéa-Samsic \| + 32 s \| \| \| 4.º \| Andrea Vendrame \| AG2R La Mondiale \| + 1 min 17 s \| \| \| 5.º \| Lorenzo Rota \| Vini Zabù-KTM \| + 1 min 17 s \| \| \| 6.º \| Yevgueni Shalunov \| Gazprom-RusVelo \| + 1 min 17 s \| \| \| 7.º \| Davide Gabburo \| Androni Giocattoli-Sidermec \| + 1 min 21 s \| \| \| 8.º \| Marco Tizza \| Amore & Vita-Prodir \| + 1 min 48 s \| \| \| 9.º \| Andreas Kron \| Riwal Readynez \| + 1 min 55 s \| \| \| 10.º \| Filippo Conca \| Biesse Arvedi \| + 1 min 55 s \| \| \| 11.º \| Giovanni Visconti \| Vini Zabù-KTM \| + 2 min 07 s \| \| \| 12.º \| Francesco Gavazzi \| Androni Giocattoli-Sidermec \| + 2 min 07 s \| \| \| 13.º \| Simone Velasco \| Gazprom-RusVelo \| + 2 min 07 s \| \| \| 14.º \| Nicola Bagioli \| Androni Giocattoli-Sidermec \| + 2 min 07 s \| \| \| 15.º \| Kevin Colleoni \| Biesse Arvedi \| + 2 min 07 s \| \| |                   |                             |                 |
| |                   |                             |                 |
| Fuente: ProCyclingStats |                   |                             |                 |
| Clasificación general |                   |                             |                 |
| Ciclista | Ciclista          | Equipo                      | Tiempo          |
| 1.º | Giulio Ciccone    | Italia                      | 5 h 10 min 27 s |
| 2.º | Biniam Girmay     | Nippo-Delko One Provence    | + 32 s          |
| 3.º | Diego Rosa        | Arkéa-Samsic                | + 32 s          |
| 4.º | Andrea Vendrame   | AG2R La Mondiale            | + 1 min 17 s    |
| 5.º | Lorenzo Rota      | Vini Zabù-KTM               | + 1 min 17 s    |
| 6.º | Yevgueni Shalunov | Gazprom-RusVelo             | + 1 min 17 s    |
| 7.º | Davide Gabburo    | Androni Giocattoli-Sidermec | + 1 min 21 s    |
| 8.º | Marco Tizza       | Amore & Vita-Prodir         | + 1 min 48 s    |
| 9.º | Andreas Kron      | Riwal Readynez              | + 1 min 55 s    |
| 10.º | Filippo Conca     | Biesse Arvedi               | + 1 min 55 s    |
| 11.º | Giovanni Visconti | Vini Zabù-KTM               | + 2 min 07 s    |
| 12.º | Francesco Gavazzi | Androni Giocattoli-Sidermec | + 2 min 07 s    |
| 13.º | Simone Velasco    | Gazprom-RusVelo             | + 2 min 07 s    |
| 14.º | Nicola Bagioli    | Androni Giocattoli-Sidermec | + 2 min 07 s    |
| 15.º | Kevin Colleoni    | Biesse Arvedi               | + 2 min 07 s    |

## UCI World Ranking
El Trofeo Laigueglia otorgó puntos para el UCI World Ranking para corredores de los equipos en las categorías UCI WorldTeam, UCI ProTeam y Continental. Las siguientes tablas son el baremo de puntuación y los 10 corredores que obtuvieron más puntos:
| Posición              | 1.º | 2.º | 3.º | 4.º | 5.º | 6.º | 7.º | 8.º | 9.º | 10.º | 11.º | 12.º | 13.º | 14.º | 15.º | 16.º-30.º | 31.º-40.º |
| Clasificación general | 200 | 150 | 125 | 100 | 85  | 70  | 60  | 50  | 40  | 35   | 30   | 25   | 20   | 15   | 10   | 5         | 3         |

| Clasificación |                 |                             |         |
| Posición      | Ciclista        | Equipo                      | General |
| ------------- | --------------- | --------------------------- | ------- |
| 1.º           | Giulio Ciccone  | Selección de Italia         | 200     |
| 2.º           | Biniam Girmay   | NIPPO DELKO One Provence    | 150     |
| 3.º           | Diego Rosa      | Arkéa Samsic                | 125     |
| 4.º           | Andrea Vendrame | AG2R La Mondiale            | 100     |
| 5.º           | Lorenzo Rota    | Vini Zabù-KTM               | 85      |
| 6.º           | Evgeny Shalunov | Gazprom-RusVelo             | 70      |
| 7.º           | Davide Gabburo  | Androni Giocattoli-Sidermec | 60      |
| 8.º           | Marco Tizza     | Amore & Vita-Prodir         | 50      |
| 9.º           | Andreas Kron    | Riwal Readynez              | 40      |
| 10.º          | Filippo Conca   | Biesse Arvedi               | 35      |